# Paul Germain (réalisateur)
Pour les articles homonymes, voir Paul Germain et Germain.
Paul Germain (né en 1959) est, avec Joe Ansolabehere, le créateur de la série télévisée La Cour de récré en 1997. Il a également écrit ou produit pour Les Razmoket, Les Simpson, Galaxie Lloyd ou Beethoven.

## Filmographie

### Directeur de casting

#### Courts-métrages
- 1994 : Hey Arnold!: 24 Hours to Live

### Réalisateur

#### Télévision
Séries télévisées
- 1992-1994 : Les Razmoket
- 1997-1999 : La Cour de récré
- 2001-2002 : Lloyd in Space: The Lloyd Bonus Minute
- 2002 : La Guerre des Stevens

### Producteur

#### Cinéma
- 1989 : Un monde pour nous
- 2001 : La Cour de récré : Vive les vacances !

#### Télévision
Séries télévisées
- 1988-1989 : The Tracey Ullman Show
- 1990 : Les Simpson
- 1990-1991 : Garfield et ses amis
- 1991-1995 : Les Razmoket
- 1994 : Beethoven
- 1997-2001 : La Cour de récré
- 2001-2002 : Lloyd in Space: The Lloyd Bonus Minute
- 2001-2004 : Galaxie Lloyd
- 2010-2013 : Pound Puppies
- 2016 : Part Timers

### Ingénieur du son

#### Télévision

##### Séries télévisées
- 2001 : Galaxie Lloyd

### Scénariste

#### Cinéma
- 1998 : Les Razmoket, le film
- 2000 : Les Razmoket à Paris, le film
- 2001 : La Cour de récré : Vive les vacances !
- 2003 : Les Razmoket rencontrent les Delajungle

#### Télévision

##### Séries télévisées
- 1992-2003 :  : Les Razmoket
- 1994 : Beethoven
- 1997-2001 : La Cour de récré
- 2001-2002 : Lloyd in Space: The Lloyd Bonus Minute
- 2001-2002 : Galaxie Lloyd
- 2003-2007 : Razbitume !
- 2006 : Lilo et Stitch, la série
- 2010-2012 : Pound Puppies

##### Téléfilms
- 2001 : The Rugrats: All Growed Up